# Mohamed Ould Bilal
Mohamed Ould Bilal (arabsky: محمد ولد بلال‎ Muhammad Wuld Bilál;‎ * 10. prosince 1963, Rosso) je mauritánský politik, v letech 2007 až 2008 ministr mauritánské vlády a od 6. srpna 2020 premiér Mauritánie. Kromě vládních pozic působil jako poradce prezidenta a ředitel národní vodohospodářské agentury. K dubnu 2023 stál v čele dvou koaličních vlád. První působila od srpna 2020 do března 2022, druhá působí od dubna 2022.